# Félix Cuevas
Félix de las Cuevas González (Aniezo, Cantabria, España, 16 de diciembre de 1830 - Ciudad de México, 31 de marzo de 1918), más conocido como Félix Cuevas, fue un empresario y filántropo español.
En su honor, y debido a sus aportaciones, una importante avenida en la colonia Del Valle de la Ciudad de México lleva su nombre y también la estación del Metrobús que cruza esa avenida desde Insurgentes.

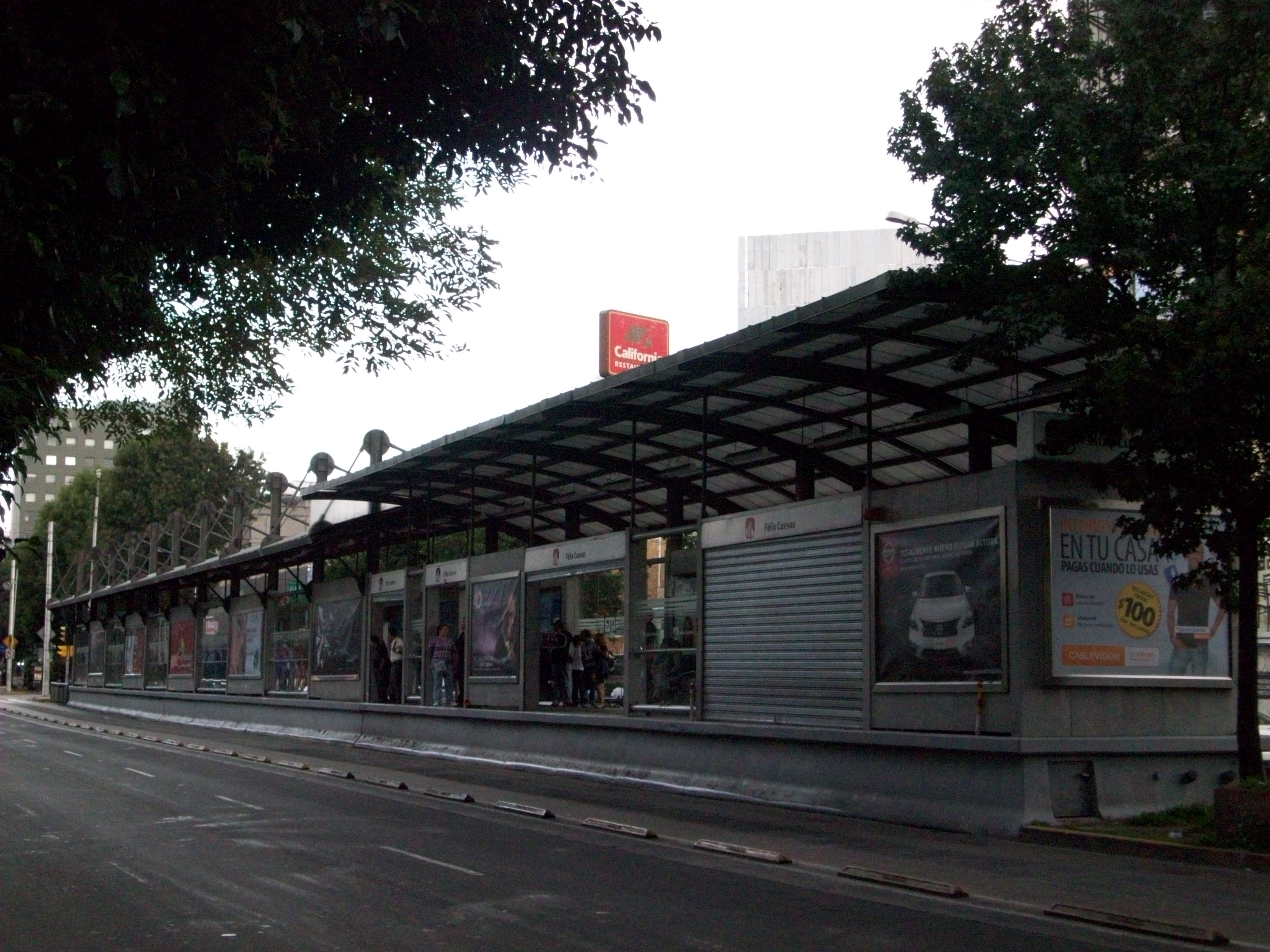
Estación Félix Cuevas, servicio de Metrobús de la Ciudad de México.

## Biografía
Nació en una familia de clase media acomodada que, debido a su tamaño (siete hijos), llevaban una vida sin lujos. En 1847, a los 17 años de edad, decidió tomar un barco con destino a México para probar suerte. Aunque el país se encontraba en una situación desventajosa debido a la guerra con Estados Unidos, el joven Cuevas encontró la manera de salir adelante, aprovechar la situación y labrarse un buen porvenir.
Hombre de sangre liviana y amplios conocimientos sobre todo en el manejo de los números, generó confianza entre los miembros de las familias importantes de México, quienes solicitaron sus servicios de administrador, sobre todo cuando, ante la inestabilidad del país, optaban por irse al extranjero, dejando sus bienes en el país. Pasados algunos años decidió explorar el mundo de las finanzas y adentrarse en él, invirtiendo en acciones que al paso de los años le generaron rendimientos sobresalientes.
En 1864, se fundó el Banco de Londres, México y Sudamérica, convirtiéndose en el primer banco privado comercial en el país. Félix Cuevas no dudó en invertir en el proyecto, el cual dirigiría su vida de lleno al mundo financiero.
Debido al interés que ya tenía en finanzas y a que sus negocios pertenecían a este giro, en 1881, Félix Cuevas decidió invertir gran parte de su fortuna en acciones del Banco Nacional Mexicano, consiguiendo así el 20% del capital de este nuevo banco. Tres años después en 1884, este banco se fusionó con el Banco Mercantil Mexicano, dando lugar al Banco Nacional de México. 
Además de dedicar gran parte de su vida al sector financiero, Cuevas también se desarrolló empresarialmente en otros sectores como el de transporte y participó en empresas mineras, eléctricas y ferroviarias. Fue miembro de la junta directiva del Ferrocarril Mexicano participando con mil acciones, en la construcción del ferrocarril de México a Veracruz que era un largo sueño del país, inaugurado en el año 1873 por el presidente Sebastián Lerdo de Tejada. Por otra parte Felix Cuevas participó como accionista y presidente de la Compañía Real del Monte y Pachuca, para entonces una de las empresas mineras más importantes del país.

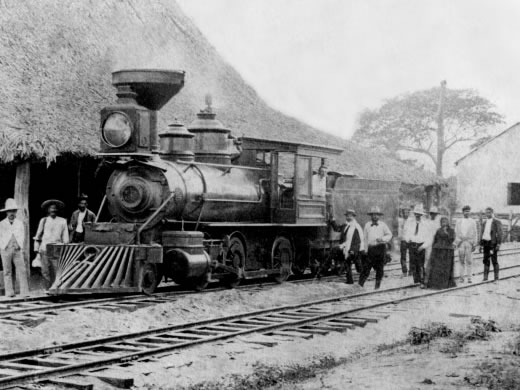
El Ferrocarril Mexicano contribuyó a la comunicación del país. Félix Cuevas participó como miembro de su junta directiva.

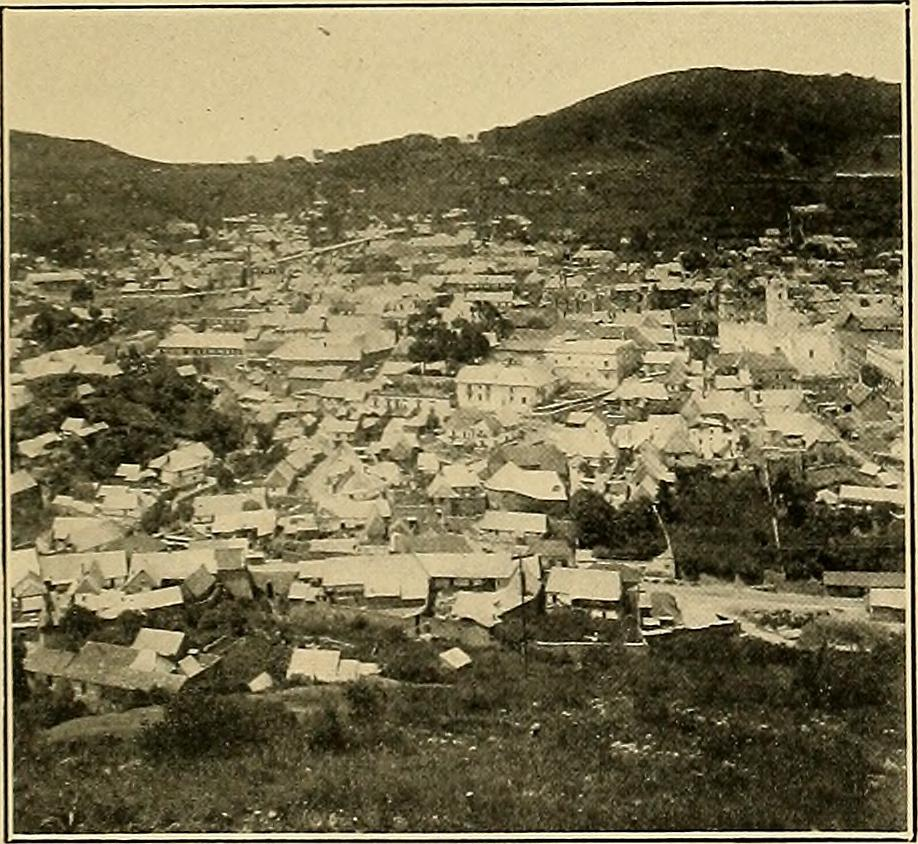
Real del Monte en 1911

Más tarde, en diciembre de 1889, al lado del ministro plenipotenciario de España, Lorenzo Castellanos y de otros empresarios españoles como José Toriello Guerra, José María Bermejillo, Ricardo Sainz, Juan Llamedo, Antonio Basagoiti, Casimiro del Collado y Delfín Sánchez entre otros,  participó en la fundación de la Cámara Española de Comercio, la cual mejoró el comercio entre España y México, ampliando las fronteras comerciales de ambos países y generando una mejor relación entre los mismos.

## Aportaciones humanitarias
Aun cuando Félix Cuevas tuvo un gran impacto en el sector financiero e industrial de México, su aportación principal fue humanitaria. Buscó facilitar la vida a los emigrantes españoles, combatiendo problemas de salud, desempleo, falta de hogar y recursos. Lo hizo a través de la Sociedad Española de Beneficencia. En el año 1890 llegó a ocupar la Presidencia, gozando de un gran prestigio y consideración. A su fallecimiento dejó un legado considerable en pesos oro para la Sociedad. Si bien su principal objetivo fue la protección de los desvalidos, también apoyó a los ancianos y a la cultura.
En su testamento, don Félix de las Cuevas dispuso que el valor de un importante número de acciones del Banco Nacional de México, que tenía en Londres y en Paris, y el de los bonos hipotecarios de la Compañía de Ferrocarriles de la Ciudad de México, se destinaran a la adquisición de inmuebles para habitación gratuita de personas desvalidas que carecieran de hogar.  

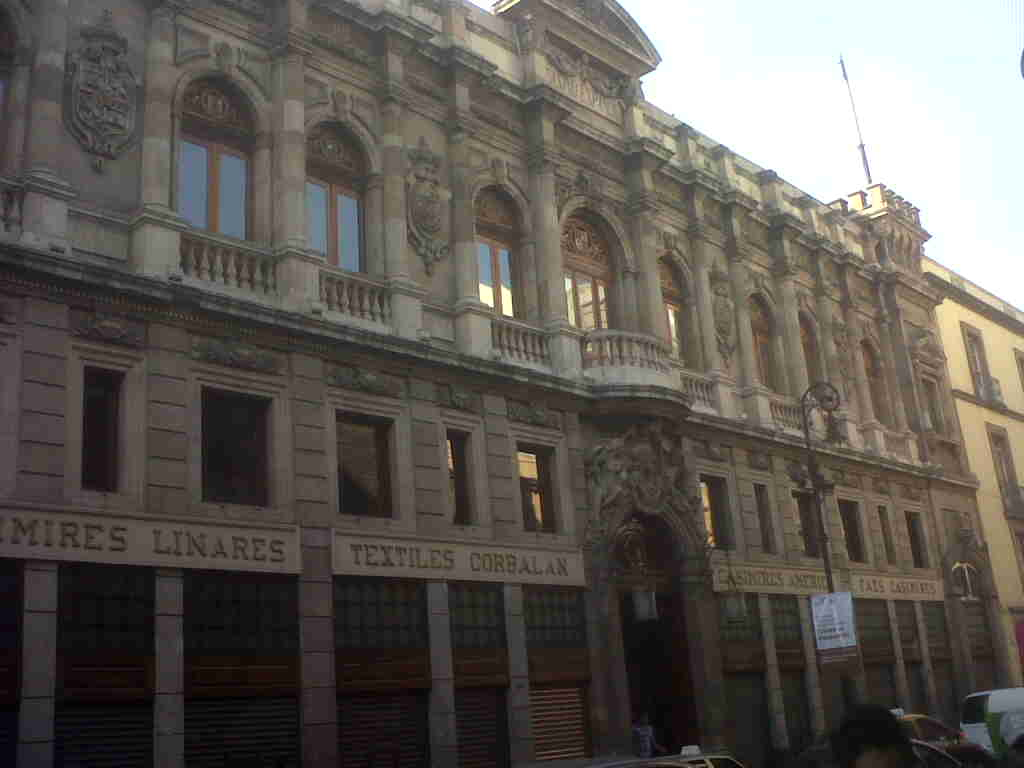
El Casino Español de la Ciudad de México fue fundado por Félix Cuevas y otros personajes de la colonia española en México

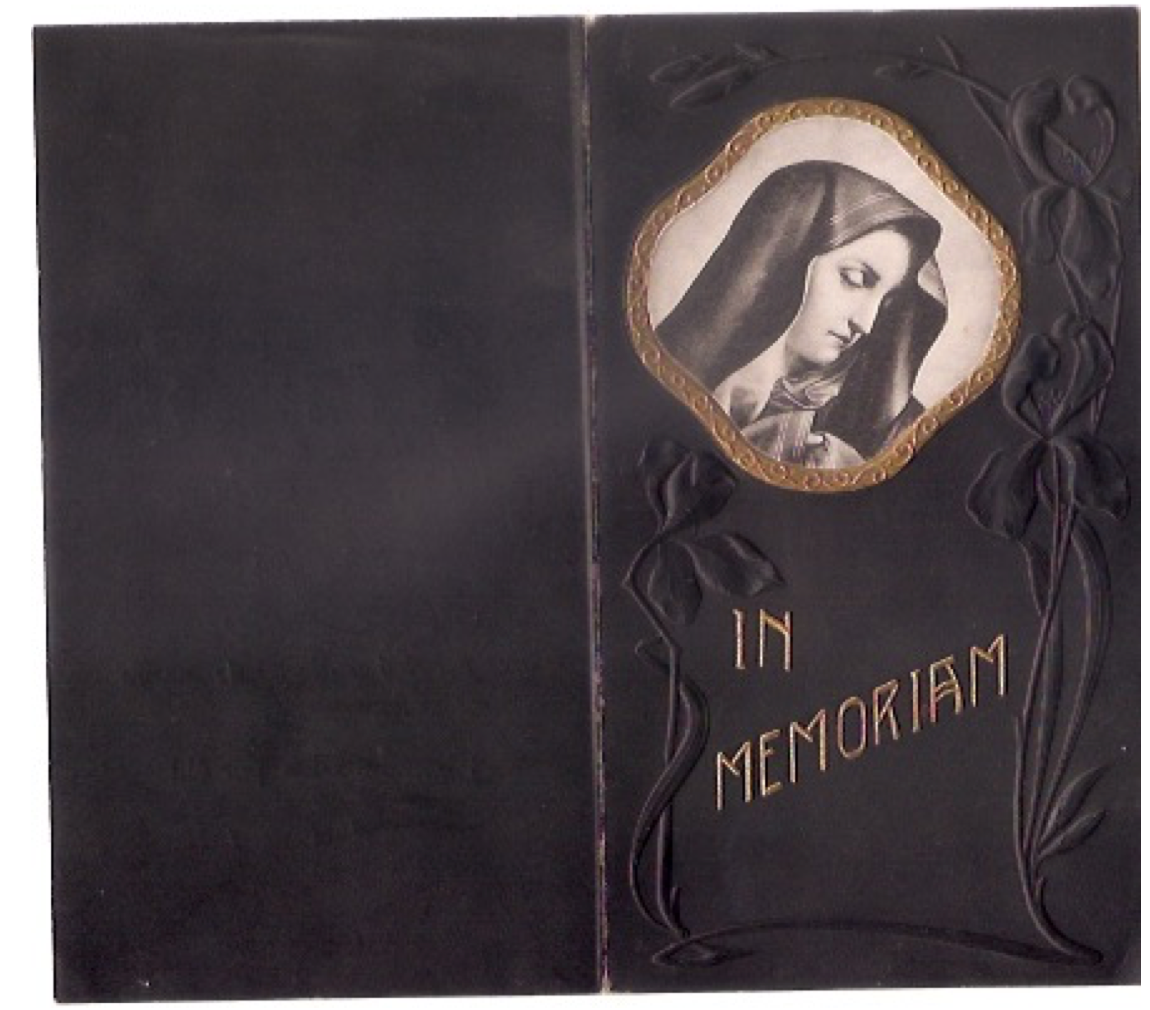
Félix Cuevas Memorial parte externa

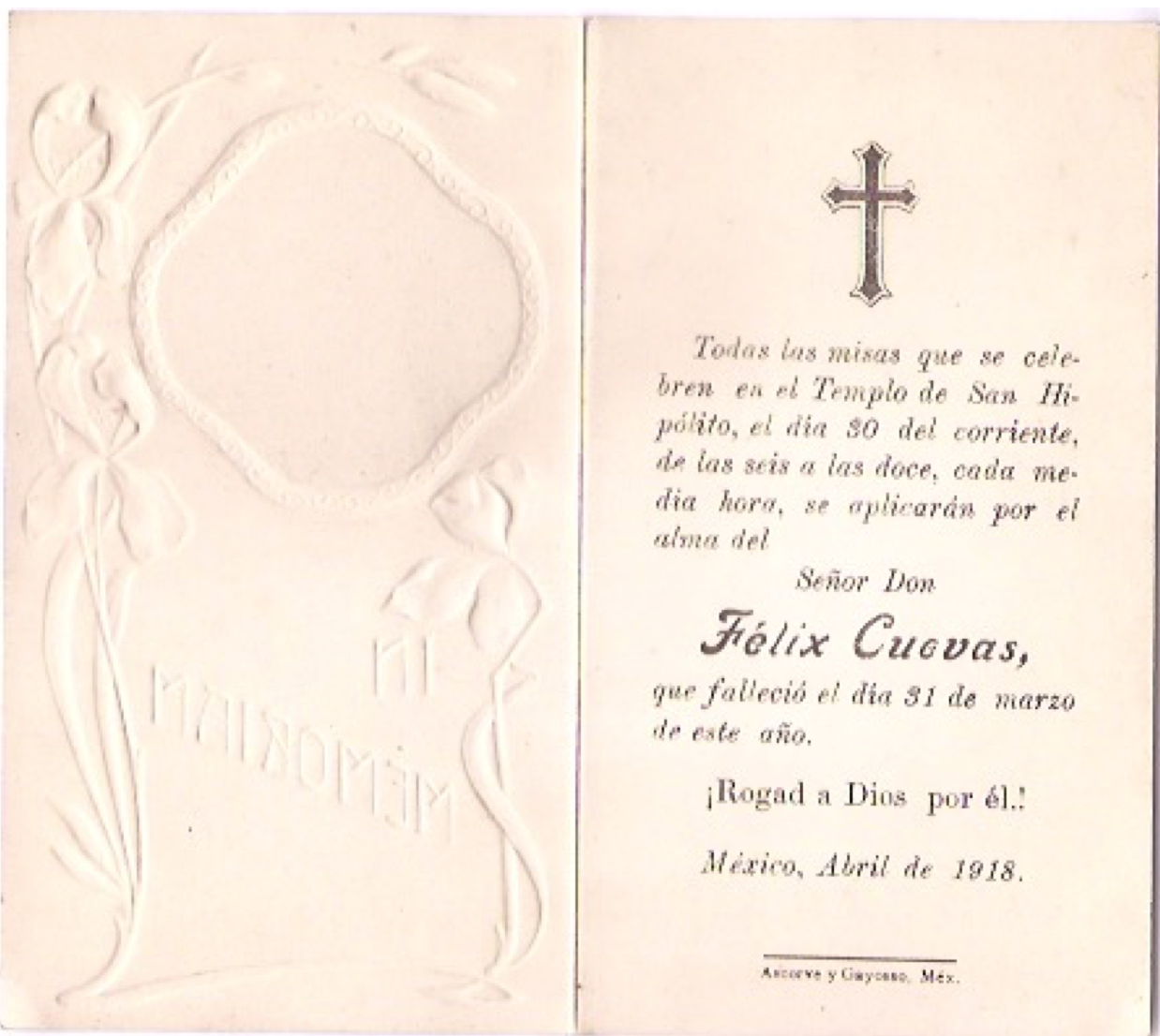
Félix Cuevas Memorial parte interna

A los deseos del señor Cuevas se les dio más tarde forma el 22 de septiembre de 1922 constituyéndose el “Patronato de la Fundación Félix Cuevas”. En cuyos estatutos se expresa que la Fundación “tiene por objeto proporcionar edificios en donde puedan ser aislados, mantenidos y educados los menesterosos, así como proporcionar habitaciones por rentas módicas a personas que sean o hayan sido empleados de comercio o tengan profesión, alcanzando también este beneficio a sus familiares. 
Félix Cuevas, caracterizado por su humildad, no quiso revelar los montos de sus donaciones durante su vida.